# Добруджански
Добруджански квартал е жилищен комплекс на град Шумен, разположен в югоизточната част на града.
През 2010 година той е обявен за най-чист квартал на града.
Основната линия на градския транспорт, която обслужва населението на квартала, е № 4 – най-редовната автолиния в града, с интервал на курсовете между 8 и 15 минути в делничните дни.

## История
Кварталът е основан в началото на 19 век от добруджански бежанци. След края на Първата световна война към майката-отечество потеглят дълги кервани с бежанци от всички отнети територии. Бежанците в града започват да пристигат още в началото на 1921 г. Първите заселници са от 31-ви пехотен силистренски полк. Още с идването им Шуменският общински съвет им предлага места за заселване южно от извъградското гробище. Теренът е недостатъчен, бежанците са много и не го приемат, защото не искат да се делят един от друг. Предлаганите им къщи от Главната дирекция за бежанците в България, създадена към Министерския съвет, те също отказват, с надеждата че като са по-близо до родните си места, лесно ще могат да се завърнат. От фондовите земи на Трудовата поземлена собственост Техническата служба при общината започва да парцелира мерата източно от кавалерийските казарми и западно от ченгелското (дивдядовското) шосе и двора на Интерната. Нещо повече, преди да се утвърди уличната и дворната регулация, започва през 1922 г. раздаването на дворните места. На заседание на Общинския съвет в Шумен с дата 11 август 1923 г. кметът Христо Косев докладва, че околийската комисия за заселване на бежанците е поискала да се определят за отпущане на живущите в Шумен бежанци тракийци и добруджанци места за къщи и то за първите 60, а за последните – 40. Така се институционализира създаването на Добруджанския квартал в града. Обикновено строежът на къщите, които повечето са малки, от 1-3 стаи на един етаж, става с кирпич, рядко от тухли. Най-напред се изкопава кладенец, с водата от който се правят на място кирпичи и се построява къщата. От същия се пие вода до водоснабдяването на квартала.

Добруджанските бежанци получават и заем в размер на 20 000 лв. от Популярната банка. Първите заселници са Тодор Жендов, Александър Филев, Ганчо Семерджиев, Стефан Краев, Димитър Мазаджиев, Георги Воларов, Стойчо Ковачев, Атанас Драганов, Иван Атанасов, Васил Попов и Кръстьо Георгиев. Есента на 1924 г. трите дружества – тракийското, добруджанското и македонското изпращат телеграма до вътрешния министър в която напомнят, че зимата наближава и без кредит ще останат къщичките им незавършени, а децата и старците без подслон. Призовават народните представители да дебатират закона за бежанците и ускорят неговото приемане.

Постепенно кварталът придобива градски вид, засаждат се декоративни и плодни дръвчета, слагат се първите бордюри и тротоари. През 1929 г. кварталът е водоснабден, а малко по-рано и електрифициран. Всички улици носят имена на генерали от Първата световна война. Кварталното културно-просветно дружество „Добруджа“ поддържа жива любовта към родния край, към българщината. С доброволен труд и средства добруджанци построяват паметника на Стефан Караджа през 1938 г.